# Soheib Bencheikh
Pour les articles homonymes, voir Bencheikh.
Soheib Bencheikh, de son nom complet Soheib Bencheikh el Hocine, intellectuel et chercheur en sciences religieuses. Français, de parents algériens soufis, il est né en 1961 à Djeddah, en Arabie saoudite.
De 1995 à 2005, mufti de Marseille nommé par l'Institut musulman de la Mosquée de Paris, il présidait le Conseil de réflexion et d'action islamiques (CORAI) et dirigeait l’Institut supérieur des sciences islamiques à Marseille (ISSI). Soheib Bencheikh est connu pour ses prises de position publiques en faveur d'un islam libéral.

## Biographie
Né le 20 décembre 1961 à Djeddah, en Arabie saoudite - où son père Cheikh Abbas fut pendant la guerre d'Algérie, le représentant du Gouvernement provisoire de la République algérienne (GPRA) puis premier ambassadeur de l'Algérie indépendante. Il est le frère de Ghaleb Bencheikh.

### Origines familiales
Soheib Bencheikh est issu d'une famille de soufis algériens, fondateurs de la zaouïa (confrérie sociale et religieuse) créée dans le Constantinois par son ancêtre, Cheikh el-Hocine, au début du XIXe siècle. Les fils du Cheikh el-Hocine ont fourni, à chaque génération, bon nombre d'imams et de dignitaires religieux. Parmi les huit oncles paternels de Soheib Bencheikh, on compte sept imams dont le pieux et érudit Cheikh Marzouq (mort en 1983), imam de la Grande Mosquée de Constantine. Son père, Cheikh Abbas, alem de la mosquée Zitouna et de l'université Al Quaraouiyine, très connu en France, était membre de l'Association des oulémas musulmans algériens, président du Haut Conseil islamique d'Algérie dès sa création, prédicateur le vendredi à la Grande mosquée d'Alger, puis recteur de l'Institut musulman de la Grande Mosquée de Paris de 1982 jusqu'à sa mort, en 1989. Son frère est Ghaleb Bencheikh qui propage et vulgarise à sa manière les thèses et les idées fortes de son frère.

### Formation
Soheib Bencheikh passe une partie de son enfance et de sa jeunesse à Alger dans un milieu imprégné de littérature arabe et réformisme islamique, avant de partir à l'étranger pour des études plus approfondies.
Après ses études secondaires au lycée Émir Abdelkader d'Alger, il entre à l'Institut des Sciences Islamiques de l'université d'Alger où il passe quatre ans avant d'obtenir une maîtrise en Uṣūl al-Dīn (les fondements de la religion : sciences du Coran, sciences du Hadith et philologie arabe). Il part ensuite étudier la théologie islamique à l'Université al-Azhar du Caire; au bout de la deuxième année il quitte l'Égypte pour l'Europe « je préfère dépenser ce qu'il me reste de jeunesse dans la connaissance de l'Autre ». En Europe, il passe d'abord un temps à l'Université libre de Bruxelles en exerçant l'imamat à Charleroi, puis s'installe à Paris, où il soutient en 1996 une thèse de doctorat en Religions et systèmes de pensée de l'École pratique des hautes études (EPHE) de la Sorbonne à Paris. Sa thèse est intitulée Islam et laïcité : étude doctrinale sur les musulmans en France.
Il a également obtenu le diplôme d'études approfondies d'histoire de la philosophie Université libre de Bruxelles.

### Ses maîtres de pensée

#### Dans le réformisme musulman
Adolescent, devenu le lecteur de son père qui souffrait d'un problème de vue, il se familiarise avec la pensée réformatrice, notamment, l'audace exégétique de l'imam Muhammad Abduh (Égypte) et de Syed Ahmad Khan (Inde), réformisme théorisé et lié au salut de la civilisation musulmane par Malek Ben Nabi.
Ainsi, très tôt, il épouse les thèses posées par l'érudit cheikh d'Al-Azhar, Mahmud Shaltut dans sa relecture entière de l'islam.

#### Dans le modernisme chrétien
Il est influencé par les autocritiques savantes, et qui demeurent profondément croyantes, de Félicité Robert de Lamennais, d'Alfred Loisy, ainsi que de l'allemand contemporain Hans Küng avec lequel il a eu de nombreux débats.

#### L'herméneutique moderne
L'apport de l'herméneutique et de la critique historique et littéraire, opérées respectivement par Paul Ricœur et Marie-Emile Boismard, laisse des marques définitives sur son orientation exégétique de l'islam[réf. nécessaire].
Tout en avouant que la sémiologie n'est pas encore une discipline précise ou stable, il trouve dans la linguistique saussurienne, notamment dans la science des signes, les éléments pour approcher le Coran en tant que « discours » et non en tant que « texte ».
N'oublions pas son maître et influenceur Mohammed Arkoun.

## Travail intellectuel
Soheib Bencheikh mène deux actions à la fois : d'une part, il œuvre pour que sa religion soit en phase avec les exigences de son siècle et s'arrache de ses anachronismes causés par la sacralisation progressive des interprétations très anciennes : « Ou l'islam marche avec son siècle, ou il reste à la marge de la société moderne » ; d'autre part, il milite pour que l'islam soit reconnu comme un fait sociologique naturel, irrévocable dans les pays occidentaux à l'ère post-coloniale et de la mondialisation. En même temps, il veut décomplexer les musulmans face au progrès amalgamé encore aujourd'hui à une occidentalisation du monde : « si je veux mener des recherches en médecine ou en mathématiques, je ne repars pas des travaux d'Al-Razi ou d'Ibn al-Haytham, mais je repars des toutes dernières découvertes et productions aujourd'hui en Occident ».

### Le débat «islam et laïcité»
Il s'oppose à toute recherche de compatibilité entre islam et laïcité car la problématique est à ses yeux, mal posée.
« La recherche de la compatibilité de l’islam avec la laïcité est inutile. Elle risque même d’être injuste notamment si on en fait une condition préalable à l’intégration de cette religion dans le champ du droit. Toute l’épaisseur idéologique accolée à la laïcité, toutes ces idées libératrices, progressistes, athées ou anticléricales avec lesquelles je puis converger ou diverger, n’ont en pratique aucune légalité et ne jouissent d’aucun consensus.
Dans ce cas, le débat entre l’islam et plusieurs formes idéologiques de la laïcité ne concerne que ceux qui veulent s’enrichir par le jeu des confrontations d’idées et la comparaison des pensées humaines. Cependant ce débat, même intéressant, n’a aucun effet sur le plan institutionnel ou social. La seule laïcité à laquelle l’islam en France est obligé de se conformer est la laïcité juridique, c’est-à-dire celle qui s’identifie à l’ensemble des lois régissant les relations (ou plutôt l’absence de relations) entre l’État et les religions. Cette intégration du champ laïque n’est pas un choix laissé à la libre appréciation des religions, mais une obligation dont l’exécution est imminente. Celui qui veut moderniser d’abord les religions ou les rationaliser avant de les intégrer dans l’espace laïque de la France ne connaît pas l’histoire de la République française ni les circonstances réelles de la séparation de l’Église et de l’État. L’État s’est séparé définitivement des religions parce que justement, il a jugé qu’elles n’étaient ni modernes ni rationnelles ou, du moins, il a voulu marquer sa très grande réserve quant à leur enseignement. » 

### Le double intérêt de la séparation du politique et du religieux
Selon Soheib Bencheikh, la laïcité est un principe dont bénéficient à la fois la religion et l'État. « Il libère la religion d'une mainmise politicienne injuste et malsaine, faisant également barrage aux ambitions carriéristes des religieux, « fonctionnaires de Dieu »». Ainsi, la religion, séparée du pouvoir politique, n'attire que les convaincus, ceux qui veulent seulement témoigner de leur foi. Ce principe de la séparation profite également à l'État puisqu'il le délivre de tout dogmatisme afin qu'il fonctionne selon des critères saisissables, vérifiables, admissibles ou rejetables.

### La distinction entre théologie et religion
Pour rendre plus aisée une relecture critique de la théologie ancienne de l'islam, il insiste sur la distinction entre toute œuvre théologique d'une religion et cette religion elle-même ; il met alors l'accent sur le caractère forcément provisoire et éphémère de la première.
« Si la religion est cet ensemble de vérités soumises à l’intelligence humaine, la tentative de cette intelligence de les élucider, de les comprendre et surtout de les harmoniser intellectuellement de façon communicable, se nomme théologie. Mais comprendre et harmoniser sont des opérations issues d’une intelligence temporelle marquée par l'insertion dans son siècle.
Le plus grand bien d’une religion vient de sa théologie, mais son plus grand mal vient également de sa théologie si elle stagne ».

### La religion et l'éthique
« Dans l'islam, ce n'est pas l'homme qui consacre sa vie à servir et entretenir sa foi, mais la foi qui sert l'homme en élevant son humanisme. L'islam participe ainsi à une éthique universelle. »
Pour Soheib Bencheikh, cette orientation facilite la rencontre et la cohabitation harmonieuse entre l'islam et tous les courants de pensée ou les enseignements religieux qui partagent ce même objectif humaniste.
Si la foi est le vecteur de l'éthique, celle-ci demeure humainement appréhendée et partagée par les membres d'une même société. « Que l'athée s'engage dans son idéal humaniste, et que le monothéiste serve les enfants de Dieu par charité, par amour ou par crainte de l'au-delà, il y a là plusieurs motivations apparemment contradictoires, mais la finalité est formidablement la même : consolider une éthique commune humaniste, sociale et idéaliste. »

### La théologie de la minorité
Pour Soheib Bencheikh, la laïcité de la France garantit les libertés nécessaires à toutes les réflexions réformatrices. La visibilité des musulmans en tant que minorité dans ce pays non musulman est de nature à changer beaucoup d’aspects sociaux et culturels des adeptes de cette religion. « L’islam, au centre du regard d’une société qui ne partage pas son idéal et ne comprend guère son discours, se force à améliorer sa communication et à réviser surtout ce qui « ne passe pas » dans son message. » Il affirme que grâce à ces révisions, l’universel se dégage clairement de l’historique dans l’esprit des musulmans. Ces remises en cause, un peu forcées par la réalité, se produisent au moment où les musulmans de France perdent jour après jour leurs anciens repères purement culturels pour les remplacer par d’autres issus de la culture qui domine en France. Ces remariages entre foi et culture distinguent l’essentiel du message islamique et confirment son universalité.

### L'urgence de la reconnaissance de l'apport arabo-musulman
Il considère que les musulmans de France, dans leur majorité, pour des raisons historiques bien connues, ne partagent pas une longue mémoire avec leur pays d’adoption. « Ils étaient absents lors de la Révolution, ils ont manqué « l'exploit héroïque » de Napoléon 1er, et ils n’ont pas participé aux grands débats parlementaires qui ont engendré la loi historique de 1905. » « Non seulement ils n’ont pas une longue mémoire avec la France, mais le peu qu’ils en ont n’est pas toujours gai : colonisation, guerre d'Algérie, harkis, etc! ».
Il attend de la classe politique et intellectuelle qu’elle fasse le maximum pour consolider la francité des musulmans par une reconnaissance clairement affichée qui s’inscrive peu à peu dans le patrimoine français.
« Mettons-nous à la place d’un musulman quelque peu mal à l’aise de son appartenance musulmane lorsqu’il voit que sa spécificité originelle diversifie et féconde la culture de la France. Mettons-nous à la place d’un jeune musulman, élève de l’école publique, qui étudie en français un texte philosophique d’Al-Farabi ou qui analyse un beau poème d’Al-Mutanabbi à côté de son camarade « gaulois ». Il ne peut être que rassuré et profondément fier de son école laïque et obligatoire qui livre le savoir sans ségrégation ni ostracisme. »

### Sur le phénomène du jihadisme international
La radicalisation de plus en plus sensible de beaucoup de jeunes musulmans est pour Soheib Bencheikh une résultante obligatoire de l'immobilisme de la pensée islamique, sunnite notamment, qui n'admet aucune approche historicisante des premiers moments de l'islam . Il déclare à ce propos au Jeune-Afrique du 5 mars 2015 que ce terrorisme opéré au nom de l'islam « met l’ensemble du monde sunnite face à ses responsabilités. Il interpelle les musulmans sur cette énorme frilosité par rapport à leur passé et qui bloque en eux toute démarche réformatrice visant à revisiter les textes dits sacrés, vérifier leur historicité et les relire selon les exigences éthiques et civilisationnelles de notre temps. Hormis son extrême brutalité, Daesh applique à la lettre ce que les sunnites ont toujours pris pour religion. Selon une logique formelle, les factions de Daesh et d’Al-Qaïda sont dans le monde sunnite les plus cohérents : cohérents avec eux-mêmes, cohérents avec leur archaïsme et surtout avec l’unique version théologico-juridique en vigueur, sacralisée et promue par tous, l’islam officiel en premier. Aucun docteur du fiqh (droit musulman) ou du Hadith ne peut contredire vraiment une pratique "daeshienne" ou la qualifier de non-musulmane. Il ne peut que dire: "pas comme ça, pas maintenant, pas dans ces circonstances". Mais il ne dira rien sur le bien-fondé ou la raison d’être de ces pratiques. Il ne dira rien, parce que lui-même croit – ou feint de croire – que tout ce que les hagiographies du Prophète et les recueils du Hadith attribuent à la première génération de l’islam jouit religieusement d’un statut législatif et dicte la norme à tous les musulmans de tous les temps.»

## Engagements
Les médias arabophones et francophones ont largement relayé ses idées et ses déclarations, avec un intérêt manifeste, même si quelquefois, ils l'ont fait de façon un peu abrupte et sans nuances.[non neutre]

« Soheib Bencheikh a une passion, l'islam. Et cette passion dérange parce qu'il parle et qu'il écrit pour défendre une certaine idée de sa religion, parce qu'il croit que l'islam, le vrai, celui du Coran, est compatible avec la démocratie, avec les valeurs universelles et qu'on peut être en France un bon musulman en respectant les lois de la République. »

Pourtant, Soheib Bencheikh se défend d'être un chef religieux.
« En Islam, nous n’avons ni église ni prêtre. Pas d’intermédiaire entre Dieu et le croyant. La relation est directe. Aucun musulman ne peut juger la foi d'un autre. La religion est basée sur l’adhésion volontaire et la liberté totale. »

### L'anti-fondamentalisme
Par contre, il est engagé dans un combat contre le fondamentaliste qui, pour lui, travestit la réalité de l'islam et provoque son rejet au sein de l'opinion publique internationale.
Soheib Bencheikh dénonce la dérive wahhabite et salafiste, « des groupes qui veulent imposer une interprétation unique, littérale et obscurantiste des textes ». À ses yeux, Tarik Ramadan prêche une vision dilettante et fondamentaliste de l'islam : « Tarik Ramadan n'est pas un théologien, mais c'est un tribun charismatique. Il défend une vision totalitaire, intégriste, c'est un crime de le mettre en contact avec la jeunesse » (Le Parisien - 17/01/04).

### Le droit à la ressemblance
Il appelle à l'application de l'ensemble des lois, « sans mollesse, ni hésitation » sur l'islam et sur les musulmans, comme sur n'importe quelle religion et n'importe quel citoyen. Toute exception faite à l'islam ou aux musulmans « par égard », est selon lui, extrêmement néfaste. « D'une part, elle exacerbe une opinion publique peu préparée pour comprendre l'islam ; d'autre part, elle risque de conforter les musulmans dans une « citoyenneté différente » ». Il plaide pour que les musulmans d'Europe vivent en citoyens dans la société européenne par une adoption sans préconditions des lois civiles. Car, pour Soheib Bencheikh, la présence des musulmans en Europe « même reconnue, ressemble aux yeux de beaucoup à un corps greffé. Ce n’est pas du droit à la différence dont ils souffrent - ils sont déjà trop différents - mais du droit à la ressemblance. Comment encourager les musulmans à s’imprégner des droits de l'homme, au moment où l’on affirme que ces valeurs sont spécifiquement judéo-chrétiennes ? L’humanité n’a pas plusieurs histoires parallèles. Il s’agit réellement d’une seule marche même si le flambeau de la civilisation a changé de mains d’une nation à l’autre. La civilisation occidentale et ses valeurs humanistes ne sont pas nées du néant, ni d’un météore tombé au hasard en Occident. Le flambeau de la civilisation a été un jour babylonien, puis égyptien, puis il est passé aux mains des Grecs, des Romains, puis des Arabo-musulmans. Heureusement, lorsque le bras de ces derniers a commencé à se relâcher, une Europe renaissante a arraché le flambeau pour en faire les Lumières, ce qui, par la suite, a engendré les droits de l’Homme et tous les principes inhérents à l’État de droit. » 
Selon lui, les musulmans ne sont pas donc si étrangers à la construction de ces valeurs prônées aujourd'hui par l'Occident.

### Le dialogue inter-religieux
Il est en outre très connu pour sa participation au dialogue interreligieux.
Il est l'auteur de Les grandes religions et Marianne et le Prophète : l'islam dans la France laïque.
Il est membre du comité de parrainage de la Coordination française pour la décennie de la culture de paix et de non-violence.
Il prône une réforme de l'islam passant par « un travail de désacralisation des interprétations classiques, par une relecture des textes à la lumière d'une intelligence neuve ».
Le 16 février 2004, un manifeste est publié dans le quotidien Libération pour une « laïcité vivante » signé de femmes et hommes, de culture musulmane - croyants, agnostiques, ou athées -, « contre la misogynie, l’homophobie, l’antisémitisme et l’islam politique ». Soheib Bencheikh fait partie des signataires de ce manifeste qui prendra le nom de « manifeste des libertés ».
Il est aussi signataire de l'Appel de mai du MMLF (paru dans  Marianne, mai 2003) « Appel aux citoyens musulmans de France épris de paix, de justice, de liberté et de laïcité ».

### Sur le voile à l'école publique
Soheib Bencheikh s'est clairement prononcé sur la question du voile dit islamique à l'école dès le début des années 1990. Pour lui, si le Coran a recommandé le voile pour la femme (à l'instar des textes révélés, et des législations avant lui), c'est dans le seul objectif de préserver la dignité et la personnalité de la femme, selon un moyen disponible à l'époque de sa révélation. Non seulement le moyen change, mais paradoxalement en France, ce qui préserve aujourd'hui la personnalité et assure l'avenir de la jeune fille, c'est l'école. C'est en s'instruisant que la femme peut se défendre contre toute atteinte à sa féminité et à sa dignité. « Le voile de la musulmane en France, c'est l'école laïque, gratuite et obligatoire ».
À la question posée par le Midi Libre le 27 septembre 2008 : Quel est le conseil que donnerait Soheib Bencheikh à la musulmane algérienne concernant le hidjab ? Ma fille, ma sœur, ton véritable hidjab si tu veux plaire à Dieu, c’est ton instruction, ta soif de connaissances qui t’amènent à donner encore plus à l’humanité au nom de ta conviction.
En 2004, lors du vote de la loi sur les signes religieux à l'école, il s'est dit favorable à une telle mesure, pour mettre un terme à la perturbation de la scolarité des filles musulmanes[réf. souhaitée].

### 2006: la crise internationale liée aux caricatures de Mahomet
Lors de la crise internationale liées aux caricatures de Mahomet, Soheib Bencheikh a déclaré être « contre toute action en justice ou manifestation » contre la publication des caricatures. Selon lui « la liberté d'expression est au-delà du sacré ».
Lors de l'émission sur LCP, la chaîne de l'Assemblée nationale, le 12 février 2006, il s'oppose à la démarche du président du Mouvement contre le racisme et pour l'amitié entre les peuples (MRAP), Mouloud Aounit, et déclare face à celui-ci qu'il est essentiel de défendre la liberté d'expression : « je trouve inadmissible de rester l'otage d'une horde de fanatiques qui, au lieu de répondre par le dialogue, répondent par la violence ». « C'est grâce à la liberté d'expression que l'islam se défend, que moi-même je peux à tout moment et quand je veux, exposer mon message. » ajoute-t-il. « Ces musulmans ignorent que l’islam a, dès ses premiers temps, traduit et étudié les philosophies les plus athées et a longtemps jouté de manière merveilleuse avec les idéologies les plus redoutables et semeuses de doutes. Comment cette même religion peut-elle trembler aujourd’hui devant une fiction romanesque ou un dessin caricatural, de bon ou de mauvais goût ? Une religion sûre d’elle-même, convaincue de sa solidité, ne peut fuir les critiques et les mises en cause. Comment, alors, les bases de l’islam vacilleraient-elles devant une production imaginative, quand bien même provocatrice ? »

### Sur la consommation de la viande halal
Soheib Bencheikh s'insurge contre ce qu'il appelle une « talmudisation » de l'islam. Pour lui, l'observance de la consommation de « la viande halal », est une invention due à la religiosité d'une communauté en mal d'identité, qui cherche les extrêmes pour se distinguer. Cette pratique s'est rapidement propagée à cause de la simonie de certains commerçants musulmans. Il affirme que ni le Coran, ni les propos attribués au Prophète, ni le droit musulman, ne définissent ou même ne connaissent ce qu'est « la viande halal ».
Il explique que halal veut dire autorisé ; or, dans l'islam toute nourriture est propre à la consommation dans la mesure où il n'y a pas un texte explicite qui l'interdit. Dans ce cas, c'est la viande haram (prohibée) qui est définie dans le Coran, non celle qui est halal (autorisée). En matière de viande le Coran nomme quatre choses comme illicites ou prohibées, pas plus : 1- le sang, 2- la bête morte (cadavre), 3- la chair du porc, 4- toute bête sacrifiée à une autre divinité que Dieu (sourate 2,verset 173). De plus, le Coran ajoute à propos de ces interdits que celui qui se trouve dans la nécessité n'encourt aucun grief.

### Sur le mariage mixte
La moitié des femmes musulmanes nées, ou venues en bas âge en France, sont unies à des non musulmans, malgré l'interdiction « religieuse » qui les en empêche. Devant les multiples réactions qui vont de la condamnation à mort à une démission où l'« on ferme les yeux », Soheib Bencheikh publie sa conviction sur l'interdiction du mariage mixte (précisément, le mariage de la musulmane avec le non-musulman). Sans se donner le droit de l'autoriser ou de le déclarer licite, il considère son interdiction comme une invention des juristes sans aucun fondement textuel : « [...] le verset 221 de la sourate 2, qu'on évoque tout le temps, parle d'interdiction de mariage avec le mushrik; la totalité des historiens et des exégètes s'accordent que le mot mushrik, dans sons sens propre, s'applique à l'« associateur », le polythéiste. Dans l'hypothèse où l'on qualifierait de mushrik, dans un sens figuré, le chrétien ou le juif, ce même verset contredit alors catégoriquement ceux qui l'évoquent. Car ce verset interdit le mariage avec le mushrik aussi bien au musulman qu'à la musulmane. S'il est vrai qu'il n'y a aucune autorisation explicite, dans le texte, accordée aux musulmanes (comme celle faite dans le verset 5 de la sourate 5, dans une forme au masculin), je rappelle que la règle fondamentale du fiqh est le permis ; l'interdit est l'exception. L'absence d'interdiction est en soi une autorisation [...] ».

### Le droit de changer sa religion
« Le législateur ou le moraliste ne peut pas pénétrer dans la conscience des gens », a déclaré  Soheib Bencheikh, lors de sa réaction, parue  dans la « une » des journaux algériens, aux procès contre les quelques convertis au christianisme en Algérie. « La foi ne se décrète pas », dit-il, tout en rejetant « la manière de faire de l’administration » algérienne ; « ainsi ces agissements sont en complète contradiction avec notre religion qui protège les autres confessions ».

### Sur l’homosexualité
Connu pour ses positions libérales, Soheib Bencheikh reçoit de nombreuses lettres, de véritables appels au secours émanant de jeunes homosexuels, qui pensent être en contradiction avec leur religion, nourrissant ainsi un fort sentiment de faute. Voulant leur enlever toute culpabilité destructrice de la personnalité, il leur dit : « Le sentiment amoureux ne peut être que noble. Je recommande tout de même de ne pas l'afficher car la pudeur est une règle sociale. Quant à la pratique sexuelle, c'est un acte qui relève de l'intimité de l'individu. » L'islam interdit toute atteinte à la pudeur, selon l'échelle de valeurs variable en fonction de la société à laquelle on appartient. Une armada de textes appelle toutefois à la sutra, l'impératif religieux fait au témoin d'un acte commis sous le voile du secret et mal vu par la société, de ne pas le divulguer ou l'étaler au grand jour. « Dieu est beaucoup plus tolérant que la société et seul Dieu est apte à juger. »
« Tout relève de la relation entre l'être humain et Dieu. Le juriste musulman n'a pas à s'intéresser à une pratique qui ne dépasse pas la sphère de l'intimité. Il se limite à s'intéresser aux normes qui régissent les liens en tant qu'acte social dans la Cité. »
Sur un plan philosophique, Bencheikh n'hésite pas à faire part de ses interrogations sur le sujet de l’homosexualité qui constitue à ses yeux, l’une des plus grandes injustices commises dans la plupart des pays musulmans. Il pose une « question » simple : ou bien l’homosexualité est acquise durant l'enfance, un âge où la personnalité est encore tendre et influençable, comme disent les psychanalystes, et pendant lequel l’individu n'a aucune maîtrise sur son orientation sexuelle ; ou bien l'homosexualité est innée et endogène, comme l’indiquent la plupart des études scientifiques aujourd'hui. Dans les deux cas, l’être humain n’a aucune responsabilité, ni devant Dieu, ni devant la société. Il est impossible logiquement et théologiquement que Dieu crée ou favorise une nature au sein d’un homme ou d'une femme, puis les condamne pour cette même nature.
Pour Soheib Bencheikh, le Coran, à l’instar de la Bible, évoque de façon allusive des pratiques homosexuelles du peuple de Sodome ; mais d'après le contexte du récit, ce sont des pratiques entreprises délibérément par dépravation et immoralité entre hommes mariés. Le Coran ne parle ni de l’état d’être homosexuel, ni ne prévoit un statut ou un châtiment pour celui qui commet un acte de cet ordre. Il exige, en revanche, la décence et la pudeur en toute chose y compris dans les liens entre hétérosexuels. Toutes les punitions qu’infligent les lois en vigueur aux homosexuels, allant jusqu’à la peine de mort dans certains pays musulmans, ne sont que le résultat d'interprétations du droit musulman classique.

### Son malaise avec les politiques
En 1995, il est nommé mufti pour la ville de Marseille par l'Institut musulman de la mosquée de Paris parmi sept muftis envoyés dans les grandes villes de province connaissant d'importantes concentrations de musulmans. Les critères de ces nominations étaient le bilinguisme, la qualification et surtout l'ouverture à la société française. Devant les silences de ses confrères, Bencheikh, nettement le plus jeune, commentait : « Soit ils sont tous muets, soit je suis trop bavard ».
Appelé en tant que « personnalité qualifiée » au sein de la Consultation initiée par Jean-Pierre Chevènement, alors ministre de l'Intérieur et des Cultes, pour l'organisation de l'islam en France, sa voix n'étant pas suffisamment entendue, voire pas du tout entendue, Soheib Bencheikh déclare à la presse qu'il est « la personnalité disqualifiée » de la consultation. Cette consultation  a abouti à la création du Conseil français du culte musulman en 2003, dont il devient membre.

Le 17 novembre 2005, Soheib Bencheikh quitte toute fonction représentative, démissionne de son « poste » de mufti, se retire du Conseil français du culte musulman, et dit à Nicolas Sarkozy (alors ministre de l'Intérieur), puis à la presse : « la France n'est pas mon bien, l'islam n'est pas ma propriété ; la France aura l'islam qu'elle mérite ». Il se consacre depuis, à la recherche et à la publication. Son actuel éditeur est la maison Grasset.

### La mosquée de Marseille
En 1989 Cheikh Abbas, recteur remarqué de la Mosquée de Paris, a créé, à Marseille, la première fédération régionale des musulmans (celle du sud de la France) avec le concours de 123 associations musulmanes de la région et a installé à sa tête l'Iiam Bachir Dahmani, président de la mosquée Nasr (10e arrondissement). Il a annoncé l'édification d'une grande mosquée à Marseille qui n’a pas vu le jour à cause de son décès.
En 1995, l'Institut musulman de la Mosquée de Paris nomme Soheib Bencheikh, mufti de Marseille (voir plus haut).
Le mufti forme un conseil de réflexion sur les affaires islamiques (CORAI) et présente à la presse une maquette futuriste d'une grande mosquée à Marseille. Il demande au Maire un terrain.
C'est en 2001, après sa réélection que M. Jean-Claude Gaudin, sénateur maire de Marseille annonce publiquement son intention de répondre à la demande de la communauté musulmane par la mise à disposition d'un terrain dans les quartiers nord de Marseille (à Saint-Louis), sur les friches des anciens abattoirs, pour l'édification d'un « Centre cultuel et culturel musulman à Marseille ».
Un comité de pilotage, composé d'élus municipaux, a auditionné plus de 150 personnalités d'horizons divers pour mieux appréhender la situation et évaluer les enjeux.
En réponse à cette initiative municipale, l'imam Bachir Dahmani s'est allié au Mufti Bencheikh, sous la houlette de la Mosquée de Paris. Ils ont créé le collectif des associations musulmanes de Marseille (CAMM) pour porter le projet.
De leur côté, l'imam Mourad Zerfaoui et le cheikh Mohamed Yassine (Tabligh) alliés au sein du Conseil des imams de Marseille et ses environs (CIME), ont créé la Coordination des musulmans de Marseille (COMUM) pour le même objectif.
Devant la polémique très vive, attisée par les déclarations divergentes à la presse locale, le blocage était patent. Chaque partie invitait l'autre à la rejoindre.
En décembre 2003, M. El Hassan Bouod, patron d'Islam viandes, a fait une tentative en réunissant dans ses bureaux le CIME et Soheib Bencheikh. Au bout de deux jours de conciliabules, les participants ont signé un préaccord définissant le partage des responsabilités dans la future association porteuse. Devant le non-respect de ce préaccord par les militants du CIME, Soheib Bencheikh et les membres du CORAI l'ont dénoncé unilatéralement avant sa présentation au Maire.
Toutefois selon un article de L'Express en 2005 « le maire n'a jamais caché son souhait de voir le chantier pris en main par le mufti de Marseille, Soheib Bencheikh, un « modéré » proche de la Mosquée de Paris. Mais les représentants des autres tendances y sont opposés, et personne n'arrive à s'entendre sur le financement, ni sur la nomination des responsables de l'institution ni sur le choix des imams. »

### Sa candidature à la présidentielle 2007
Le 4 mai 2006 à Marseille, il annonce sa candidature à l'élection présidentielle de 2007 pour dénoncer la « peopolisation » du débat politique. Il devient ainsi le 17e candidat officiel mais ne sollicite pas les 500 signatures requises et déclare sur son site internet : 

« Pour être candidat à l'élection présidentielle, il suffit de se déclarer, pour entrer dans la course à l'Élysée, il faut 500 signatures... C'est la démocratie à la française, et comme le soulignait déjà Aristote, « la politeia, parce qu'elle est le moins bon des régimes dégénère en démocratie, qui est le moins mauvais des régimes » »

.

### Élection présidentielle 2012
Il indique que ses propos appelant à voter Front national lors d'une intervention en direct sur RTL le 5 mars 2012 ont été manipulés,.